# Lamponidae
Lamponidae (Simon, 1893) è una famiglia di ragni appartenente all'infraordine Araneomorphae.

## Etimologia
Il nome deriva dal greco λὰμπω, làmpo, cioè risplendo, brillo, rifulgo, per la lucidità dei colori, ed il suffisso -idae, che designa l'appartenenza ad una famiglia.

## Caratteristiche
Sono ragni di piccole dimensioni, molto appariscenti e molto noti nelle zone in cui sono presenti in quanto tendono ad intrufolarsi nelle case.

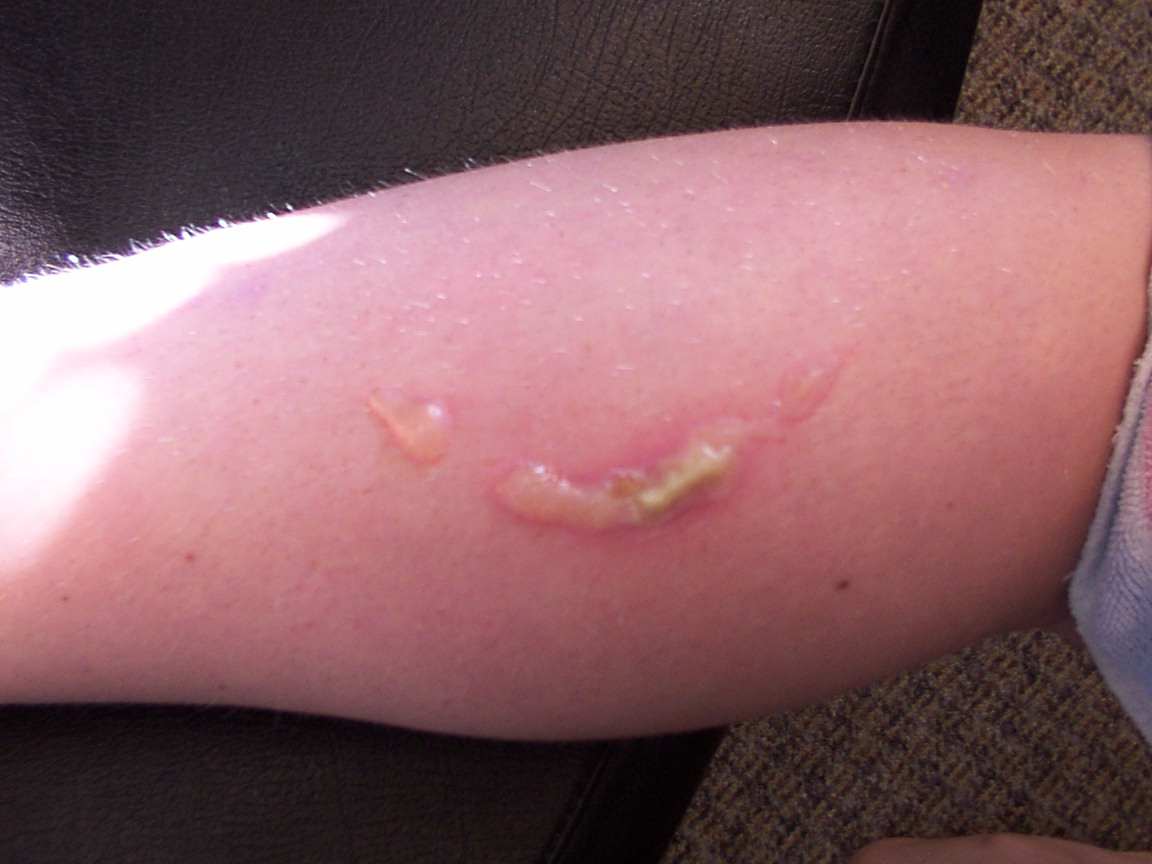
Effetti di un morso di Lamponidae

## Comportamento
Per quanto piccoli se disturbati mordono e lasciano il segno; a quanto risulta dalla casistica medica, il veleno è leggermente necrotico e sulle ferite provoca l'immediata formazione di pustole purulente. Le sue attitudini casalinghe fanno sì che molti morsi capitino ai bambini che giocano per casa; spesso questi ragni sono stati ritrovati fra asciugamani ripiegati, nelle lenzuola dei letti, all'interno di vestiti negli armadi e via dicendo.

## Distribuzione
Gran parte della famiglia è endemica dell'Australia. Il genere Centrocalia è endemico della Nuova Caledonia e alcune specie del genere Lampona lo sono della Nuova Guinea.

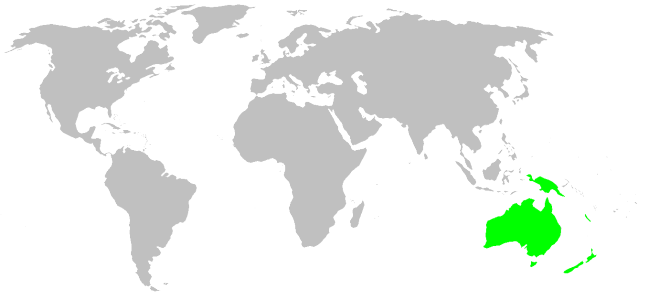
Lamponidae - distribuzione

## Tassonomia
Attualmente, a novembre 2020, si compone di 23 generi e 192 specie; la classificazione in sottofamiglie segue quella dell'entomologo Joel Hallan:
- Centrothelinae Platnick, 2000
  - Asadipus Simon, 1897 - Australia
  - Bigenditia Platnick, 2000 - Australia
  - Centrocalia Platnick, 2000 - Nuova Caledonia
  - Centroina Platnick, 2002 - Australia
  - Centrothele L. Koch, 1873 - Australia
  - Centsymplia Platnick, 2000 - Australia
  - Graycassis Platnick, 2000 - Australia
  - Longepi Platnick, 2000 - Australia
  - Notsodipus Platnick, 2000 - Australia
  - Prionosternum Dunn, 1951 - Australia
  - Queenvic Platnick, 2000 - Australia

- Lamponinae Simon, 1893
  - Lampona Thorell, 1869 - Australia
  - Lamponata Platnick, 2000 - Australia
  - Lamponega Platnick, 2000 - Australia
  - Lamponella Platnick, 2000 - Australia
  - Lamponicta Platnick, 2000 - Australia
  - Lamponina Strand, 1913 - Australia
  - Lamponoides Platnick, 2000 - Australia
  - Lamponova Platnick, 2000 - Australia, Nuova Zelanda
  - Lamponusa Platnick, 2000 - Australia
  - Platylampona Platnick, 2004 - Australia

- Pseudolamponinae Platnick, 2000
  - Paralampona Platnick, 2000 - Australia
  - Pseudolampona Platnick, 2000 - Australia